# Salvamont

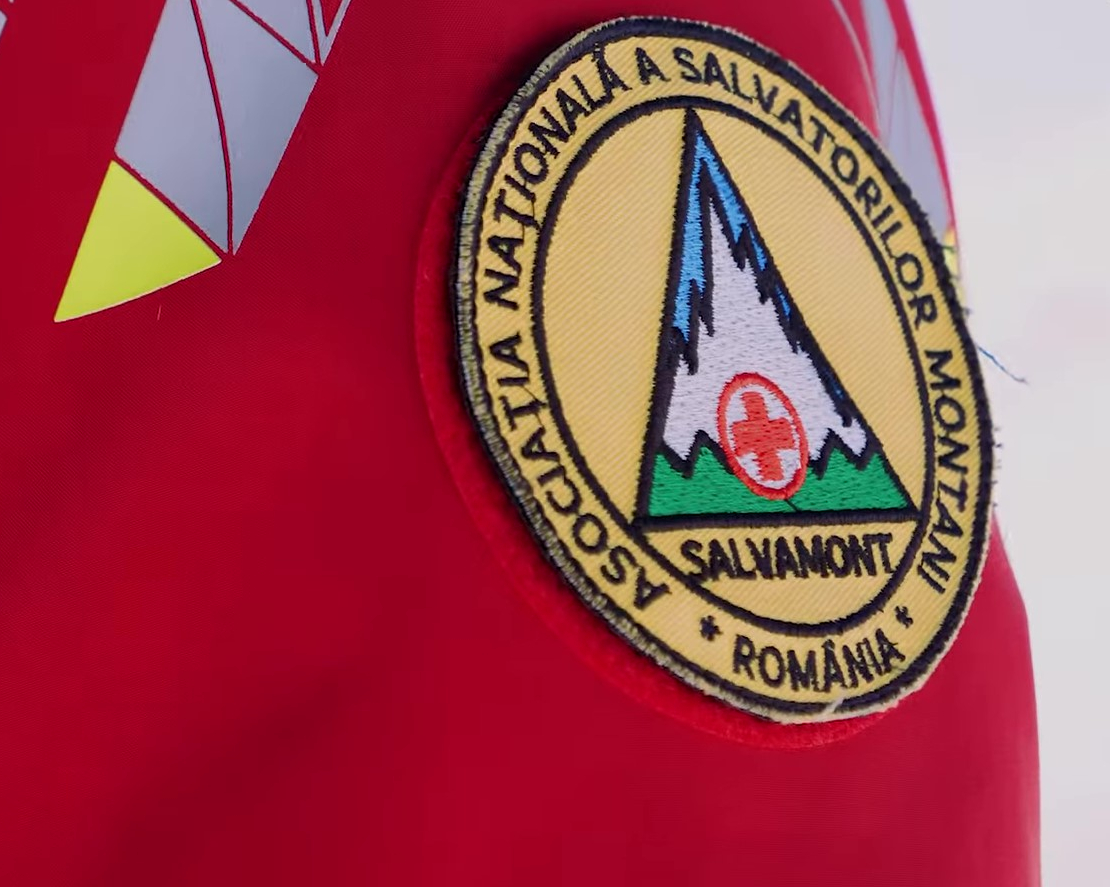
Odznak na stejnokrojích záchranářů

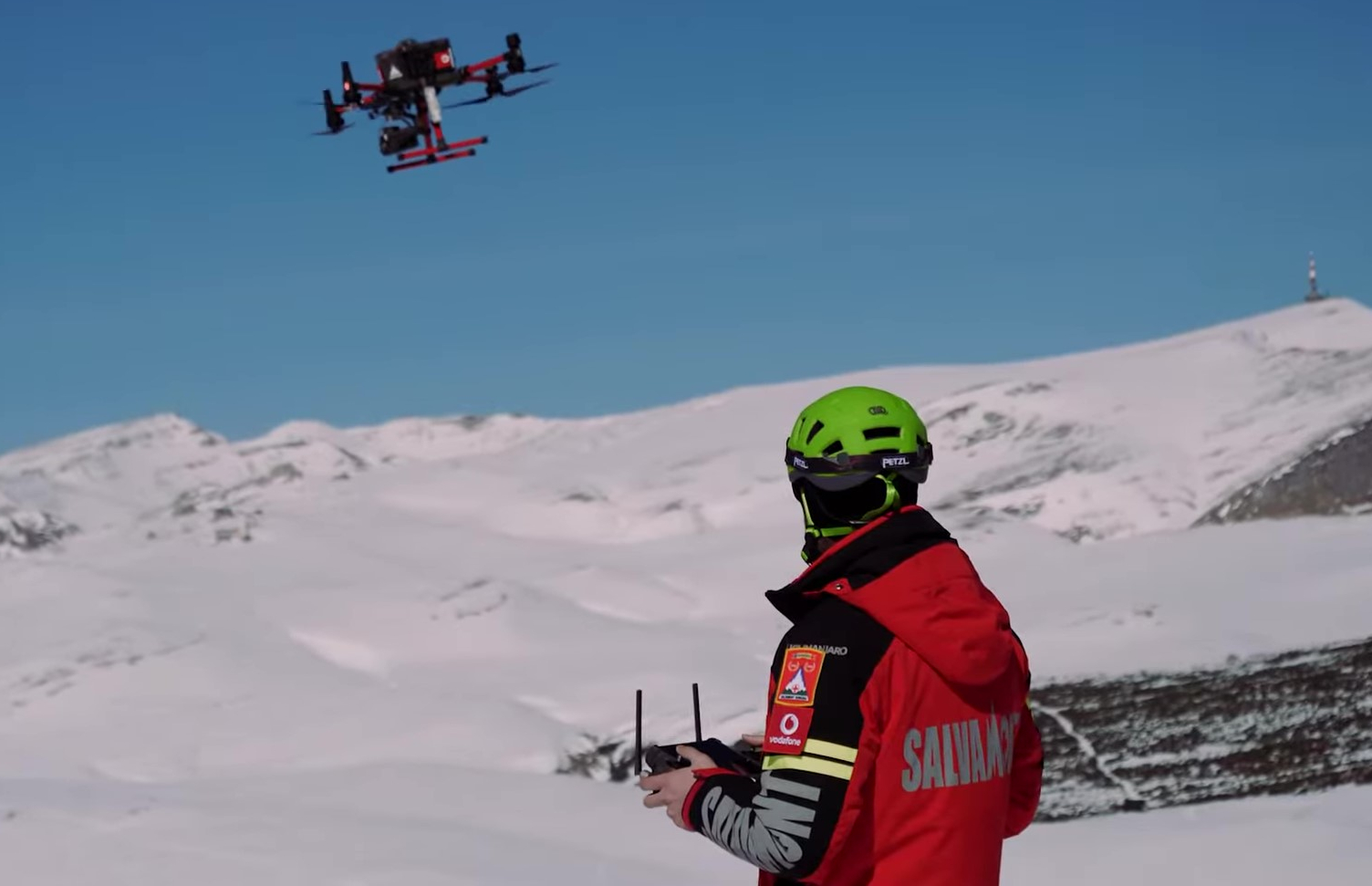
Záchranář s dronem

Salvamont nebo plným názvem Asociația Națională a Salvatorilor Montani din România – A.N.S.M.R. (česky Národní asociace rumunských horských záchranářů) je horská služba působící na území rumunských hor – především tedy Karpat. Jedná se o veřejnou organizaci sjednocující horské záchranáře za účelem horského záchranářství a výcviku dalších záchranářů. Mezi hlavní úlohu záchranářů patří záchrana a ošetřování zraněných, pátrání po pohřešovaných osobách apod.
Telefonní číslo na národní dispečink Salvamontu je 0-SALVAMONT (na mobilním telefonu zapsáno 0725 826 668). Služba je zajišťována telefonním operátorem Vodafone.